# Podróż apostolska Jana Pawła II do Indii
Podróż apostolska Jana Pawła II do Indii – pierwsza z dwóch pielgrzymek papieża Jana Pawła II do Indii, która odbyła się w dniach 1–10 lutego 1986. Była to 29. zagraniczna podróż Jana Pawła II.
Celem wizyty było wsparcie katolików, którzy stanowili niecały 1 procent ludności Indii. Są to katolicy różnych obrządków, stąd pielgrzymka miała na celu utwierdzenie jedności katolików. Papież pragnął oddać również hołd całemu narodowi indyjskiemu i spotkać się „na gruncie zasad i wartości, które są wspólne, które łączą chrześcijaństwo i Kościół z religiami Indii w sposób niejako spontaniczny”.

## Przebieg pielgrzymki
Papież przyleciał do Delhi 1 lutego. Został tam powitany przez władze państwowe i kościelne. Tego dnia odwiedził m.in. Raj Ghat, miejsce poświęcone pamięci Mahatmy Gandhiego. Kolejnego dnia doszło do spotkania z Dalajlamą, a po mszy na stadionie Indiry Gandhi miało miejsce spotkanie z przedstawicielami hindusów, muzułmanów i chrześcijan. 3 lutego papież odwiedził m.in. Kalkutę, gdzie Jan Paweł II razem z Matką Teresą z Kalkuty odwiedził założony przez nią dom dla bezdomnych Nimral Hridaj.
W dalszej części pielgrzymki papież odwiedził m.in. Madras, gdzie według tradycji poniósł śmierć apostoł Indii – Tomasz Apostoł, a także Goa, miejsce pochówku Franciszka Ksawerego. 7 i 8 lutego miały miejsce spotkania i msze z katolikami obrządku syromalabarskiego. Podczas jednej z mszy papież dokonał beatyfikacji Cyriaka Eliasza Chavary i Alfonsy Muttathupandathu. Spotykał się również z przedstawicielami lokalnych Kościołów prawosławnego i anglikańskiego. Do Rzymu wrócił 10 lutego. Każdego dnia odprawiana była przez papieża msza, na których gromadzili się licznie również wyznawcy religii niekatolickich. Największa z nich, w Kottayam, 8 lutego, zgromadziła ok. 1,5 miliona osób.